# Cross-Race-Effect
Der Cross-Race-Effect (auch Cross-Race-Bias, Other-Race-Bias oder Cross-Race-Identification-Bias) beschreibt die schlechtere Wiedererkennensleistung von Gesichtern, die nicht der eigenen Ethnie entstammen (von so genannten Fremd-Gruppen-Gesichtern) im Vergleich mit Gesichtern der eigenen Ethnie. Diese Beeinträchtigung der Gesichtserkennung hat u. a. zur Folge, dass Menschen auch Emotionen, die sich im Gesicht abzeichnen, bei Menschen fremder Ethnien weniger gut erkennen können als bei Menschen der eigenen Ethnie. Der Cross-Race-Effect ist Gegenstand der Forschung sowohl im Gebiet der Humanethologie als auch im Gebiet der Sozialpsychologie.
Für die englischen Bezeichnungen Cross-Race-Effect bzw. Cross-Race-Bias gibt es keine gängige deutsche Entsprechung; sie bedeuten sinngemäß „Wahrnehmungsverzerrungen in Bezug auf andere Rassen“, wobei anzumerken ist, dass race im Englischen auch im Sinne von Ethnie verwendet wird.

## Forschung zum Cross-Race-Effect
Eine Analyse über viele Studien zur Emotionserkennung in Gesichtern offenbarte, dass Menschen innerhalb ihrer ethnischen Gruppe die Emotionen von Mitgliedern ihrer Gruppe besser erkennen können als Außenstehende. Der Grund dafür liegt in der unterschiedlichen Gestalt der Gesichter unterschiedlicher ethnischer Gruppen, was dazu führt, dass unterschiedliche Details der Mimik genutzt werden, um die Emotionen eines Gesichtes zu dekodieren. Werden diese mimischen Besonderheiten von Angehörigen einer ‚fremden‘ ethnischen Gruppe nicht benutzt, kann sich anfangs das Gefühl einstellen, das Gesicht nicht ‚lesen‘ zu können: Die Mitglieder dieser ethnischen Gruppe scheinen anfangs alle gleich auszusehen.
Laut einer Studie aus dem Jahr 2000 fällt es weißen Menschen schwerer, die Gesichter von schwarzen Menschen korrekt zuzuordnen als von anderen Weißen. Dies sei darauf zurückzuführen, dass bei Gesichtern fremder Ethnien mehr auf die speziell ethnischen Unterschiede und nicht auf die individuellen Merkmale geachtet werde. So wird das „schwarze Gesicht“ als wesentliches Merkmal wahrgenommen, nicht jedoch Details wie Mundform, Bartwuchs und Ähnliches. Personen ‚fremder‘ Gruppen werden demnach klassifiziert wahrgenommen und nicht individualisiert.
Der Vorteil der In-group resultiert auch daher, dass die angeborene Motivation („cross-race bias“), im Gesicht einer fremden Kultur „zu lesen“, eher gering ist. Hess, Senecal & Kirouac konnten 1996 nachweisen, dass die Motivation zur Emotionserkennung in dem Moment nachließ, als die Probanden erkannten, dass das Gesicht zu einer fremden Ethnie gehört.
Um zu erörtern, ob sich der Cross-Race-Effect oder der Cross-Race-Bias beeinflussen lassen, sei folgende Studie von Paul Ekman, einem der führenden Forscher auf diesem Gebiet, aufgezeigt: Ekman und Friesen konnten schon 1976 zeigen, dass allein der Kontakt mit einer fremden Ethnie schon die emotionale Erkennungsrate erhöhen kann. Sie führten einem Stamm aus Neuguinea Bilder von Amerikanern vor, die entweder lächelten, sich ärgerten oder traurig schauten. Die Stammesbewohner, die schon Kontakt mit Amerikanern gehabt hatten, konnten signifikant besser die Emotionen in den Gesichtern der Amerikaner lesen. Dieser Versuch wurde von Ducci, Arcuri, Georgis und Sineshaw 1982 wiederholt. Diesmal fuhren sie nach Äthiopien und verglichen die Erkennungsleistung von Äthiopiern, die in entlegenen Dörfern wohnten, mit derjenigen von Äthiopiern in Städten, wo der Kontakt zu Amerikanern groß war.
Diese Ergebnisse wie auch die Ergebnisse der Metaanalyse von Elfenbein und Ambady aus dem Jahre 2002 zeigen, dass es so etwas wie „kulturelles Emotionslernen“ gibt. Wichtige Faktoren dieses kulturellen Emotionslernen sind die Dauer und die Häufigkeit des Kontaktes mit anderen Kulturen. Dieses Emotionslernen geschieht auch schon dann von selbst, wenn man einfach in einer anderen Kultur lebt und ihr in ihrer Andersartigkeit ausgesetzt ist. Das Gehirn lernt dabei automatisch die Informationen, die im Gesicht der anderen Ethie enthalten sind, besser zu verarbeiten und zu dekodieren.
Es gibt jedoch Hinweise darauf, dass der Cross-Race-Effekt beeinflussbar ist. Weitere Studien haben gezeigt, dass Motivation in Form von Individuationsinstruktionen zu einer Eliminierung des Effekts führen kann (Hugenberg und Kollegen, 2007). Die Instruktionen bestehen darin, die Person vor der Enkodierung (der ersten Verarbeitung) eines Gesichts über den Cross-Race-Effekt aufzuklären und sie darauf hinzuweisen, bei Cross-Race-Gesichtern mehr auf individuelle Merkmale zu achten. Diese Studien können uns Einsicht geben in die psychologischen Prozesse, die sich hinter diesem Effekt verbergen. Replikationsstudien haben es nur teilweise geschafft, diese Befunde zu replizieren (Pica, E., Warren, A. R., Ross, D. F. und Kehn, A, 2015). Somit lässt sich nicht pauschal sagen, dass Motivation ein wirksamer Faktor ist um den Cross-Race-Effect zu eliminieren. Außerdem sind die Befunde nicht auf eine tatsächliche Gegenüberstellung übertragbar, da die Instruktionen vor der Enkodierung, sprich der ersten Verarbeitung des Gesichts, erfolgen müssen. Instruktionen vor der tatsächlichen Identifikation einer Person zeigen keine signifikanten Effekte. 

## Wirtschaftliche Folgen des Cross-Race-Effect
In einer globalisierten Welt, in der täglich tausende Menschen unterschiedlicher Ethnien miteinander über Verträge, Lizenzen, politische Vereinbarungen und internationale Kooperationen kommunizieren, zeigen sich die negativen Auswirkungen des Cross-Race-Effect deutlich. Alexander Thomas vom Lehrstuhl für interkulturelle Kommunikation in Regensburg (2003) geht davon aus, dass mindestens 50 % der Verhandlungen zwischen Deutschen und Chinesen scheitern. Selbst eine erfolgreich abgeschlossene Vertragsverhandlung führe zu 60 bis 70 % zu suboptimalen Abschlüssen. 30 % der gescheiterten Verhandlungen können laut „Trends in Managing Mobility 2007“ indirekt auf den Cross-Race-Effect zurückgeführt werden. Auswirkungen des Cross-Race-Effect sind z. B. geringe emotionale Intelligenz, schlechte Kommunikationsfähigkeit, fehlende Empathie und falsche Einschätzungen des Kommunikationspartners des fremden Landes.

## In-Group-Advantage
Aus Sicht der Sozialpsychologie der Cross-Race-Effect eine spezielle Form des In-Group-Advantage – nämlich eingegrenzt auf interkulturelle oder interethnische Aspekte.
In-Group-Advantage bedeutet, dass Menschen Angehörige ihrer eigenen Gruppe als besser bewerten und darstellen als Menschen, die nicht zu ihrer Gruppe gehören (Out-Group-Disadvantage). Dabei kann die Bezeichnung Gruppe von Familienangehörigen bis hin zur gesamten Menschheit alles bedeuten. Wichtig ist nur, dass man sich durch diese Gruppe von anderen abgrenzt, z. B. durch die Gruppe „eigene Familie“ von anderen Familien oder durch die Zugehörigkeit zur Gruppe „Mensch“ von den Tieren.
Allerdings zeigte ein amerikanisch-chinesisches Forscherteam, dass 35 % der individuellen Unterschiede in der Gesichtererkennung auf genetische Faktoren zurückzuführen sind, also die grundlegende Begabung zur Gesichtserkennung auch teilweise vererbt ist. Und Nancy Kanwisher vom Massachusetts Institute of Technology konnte als Erste zeigen, dass sich im Gehirn des Menschen mit dem Gyrus fusiformis ein spezialisiertes Gebiet für die Gesichtserkennung befindet. Der Gyrus fusiformis reagiert aber nur bei menschlichen Gesichtern, nicht bei Bildern von Tieren – sie werden vom Gehirn wie Bilder von Gegenständen verarbeitet.
Sozialpsychologen konnten zeigen, dass schon Annahmen, dass die andere Person demselben Fußballverein angehört oder denselben Musikgeschmack hat wie man selbst, einen In-Group-Advantage auslösen können. Wenn als Faktor der Gruppenbildung die Zugehörigkeit zu einer bestimmten Kultur gewählt wird, wird vom Cross-Race-Effect gesprochen.

## Cross-Race-Effect im strafrechtlichen Kontext
Der Cross-Race-Effect spielt auch im strafrechtlichen Kontext eine wichtige Rolle, da Augenzeugenaussagen für Gerichtsverfahren von hoher Relevanz sind. Besonders die simultane (gleichzeitige) Aufstellung von verdächtigen Personen kann zu einer Erhöhung von Falschidentifikationen führen. Denn die Augenzeugen haben hierbei die Möglichkeit, jedes Mitglied der Aufstellung miteinander zu vergleichen und schließlich dasjenige auszuwählen, das ihrer Erinnerung am besten entspricht.
Wenn es sich um eine ethnienübergreifende Identifizierung handelt, erhöht sich das Risiko einer Falschidentifikation bei der simultanen Aufstellung stärker. Eine ethnienübergreifende Identifizierung liegt vor, wenn der Augenzeuge und die Person, die identifiziert werden soll, einen unterschiedlichen ethnischen Hintergrund haben. 
Das Innocence Project fand heraus, dass bei 66 von 216 Falschverurteilungen eine ethnienübergreifende Identifizierung durch Augenzeugen als Beweismittel verwendet wurde. Außerdem deutet eine Studie aus dem Jahr 2019 darauf hin, dass eine explizite (bewusste und offene) rassistische Voreingenommenheit zu einem stärkeren Cross-Race-Effekt und somit einer erhöhten Falschidentifikation von dunkelhäutigen Gesichtern führt.